# Yvonne Elsworth
Yvonne Elsworth FRS FInstP FRAS (, ) é uma física irlandesa, professora de heliosismologia e Poynting Professor of Physics na School of Physics and Astronomy da Universidade de Birmingham. Elsworth é também diretora da Birmingham Solar Oscillations Network (BiSON), a mais antiga rede de heliosismologia com dados que cobrem três ciclos solares.

## Formação
Em 1970 Elsworth graduou-se na Universidade de Manchester com um grau de bacharel em física. Obteve um doutorado em 1976 na School of Physics and Astronomy da Universidade de Manchester.

## Prêmios e honrarias
Elsworth foi eleita Membro da Royal Society (FRS) em 2015 por seu trabalho sobre heliosismologia.
Recebeu a Medalha de Ouro da Royal Astronomical Society de 2020, juntamente com Sandra Faber.